# غل أونات
غُل أونات (بالتركية: Gül Onat)‏ (24 نوفمبر 1953 -)؛ ممثلة تركية.

## أعمالها

### مسلسلات
- شهيناز تانجو (1994)
- ربيع الثاني (1998)
- مشكلة مزدوجة (2001)
- مسلسل أيام جميلة (2007)
- مسلسل أنت كاذب (2009)
- مسلسل ليلى
- مسلسل ليلة كتابة قدري (لعبة القدر) (2015)
- من منا لن يحب

### الأفلام
- لا شي من الحب (2000)
- المفسد (2000)

## روابط خارجية
- غل أونات على موقع IMDb (الإنجليزية)
- غل أونات على موقع قاعدة بيانات الفيلم (الإنجليزية)